# رود اونیکس
رود اونیکس (به انگلیسی: Onyx River) رودی در جنوبگان است که در طول ماه‌های فصل تابستان جنوبگان از دره رایت و یخچال زیرین رایت و دریاچه براون‌ورث در پای این یخچال به سمت غرب جاری شده و به دریاچه واندا می‌ریزد. طول آن ۳۲ کیلومتر (۲۰ مایل) است و طولانی‌ترین رود جنوبگان به شمار می‌رود.